# Comuna de Lubniewice
Lubniewice (polaco: Gmina Lubniewice) é uma gminy (comuna) na Polónia, na voivodia da Lubúsquia e no condado de Sulęciński. A sede do condado é a cidade de Lubniewice.
De acordo com os censos de 2004, a comuna tem 3032 habitantes, com uma densidade 23,4 hab/km².

## Área
Estende-se por uma área de 129,76 km², incluindo:
- área agricola: 23%
- área florestal: 67%

## Demografia
Dados de 30 de Junho 2004:
|                      | Total   | Total | Mulheres | Mulheres | Homens  | Homens |
| -------------------- | ------- | ----- | -------- | -------- | ------- | ------ |
|                      | pessoas | %     | pessoas  | %        | pessoas | %      |
| População            | 3032    | 100   | 1543     | 50,9     | 1489    | 49,1   |
| Densidade (pop./km²) | 23,4    | 100   | 11,9     | 11,9     | 11,5    | 11,5   |

De acordo com dados de 2002, o rendimento médio per capita ascendia a 2049,63 zł.

## Comunas vizinhas
- Bledzew, Deszczno, Krzeszyce, Sulęcin